# Jewgeni Alexejewitsch Kisseljow

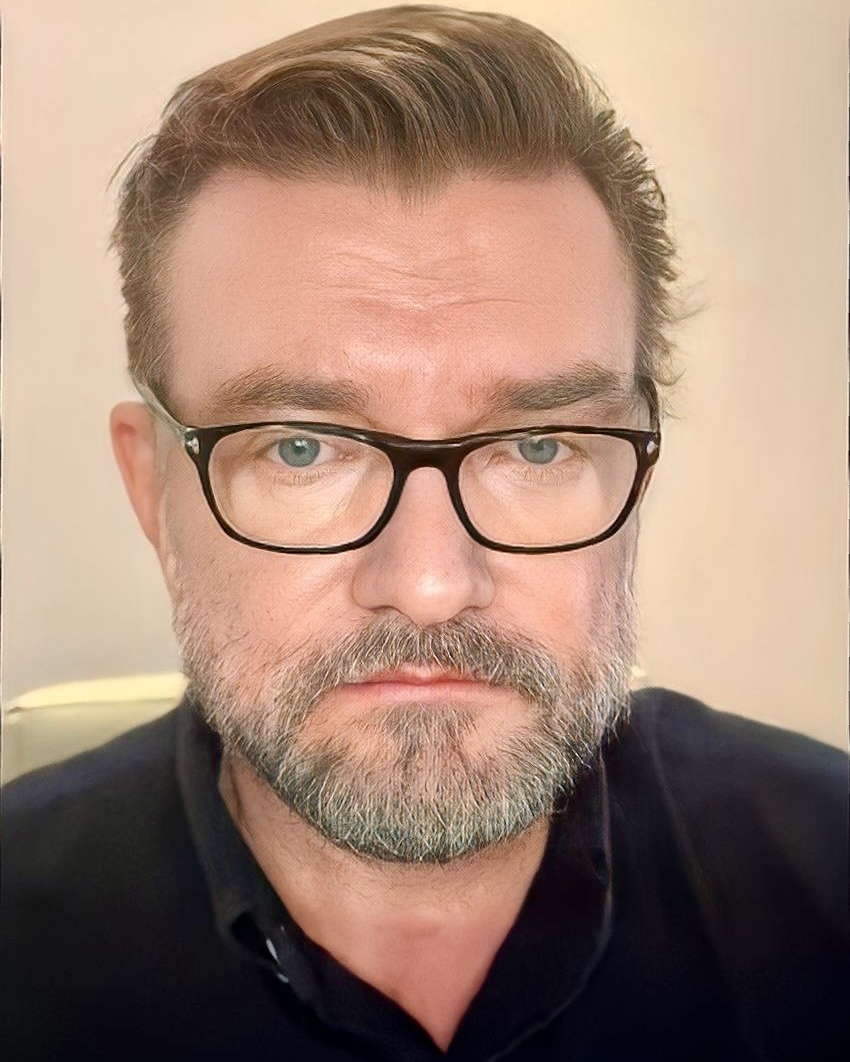
Jewgeni Kisseljow (2023)

Jewgeni Alexejewitsch Kisseljow (russisch Евгений Алексеевич Киселёв, wiss. Transliteration Evgenij Alekseevič Kiselëv; * 15. Juni 1956 in Moskau) ist ein russischer Journalist. In den 1990er-Jahren war er einer der bekanntesten kritischen russischen Fernsehjournalisten. Gerade wegen der Schließung mehrerer von ihm geführter Fernsehsender hat er seine kritische Haltung gegenüber dem russischen Präsidenten Putin nicht aufgegeben. Nach der Schließung aller kritischen Sender in Russland arbeitet er als Chefredakteur der liberalen Wochenzeitung Moskowskije Nowosti, bevor er „ins freiere Kiew auswich“. Heute ist Jewgeni Kisseljow Fernsehmoderator in der Ukraine.

## Leben
Jewgeni Kisseljow studierte an der Moskauer Lomonossow-Universität Orientalistik und arbeitete danach im Afghanistan-Krieg als Übersetzer. 1991 war er einer der Mitbegründer der ersten alternativen Nachrichtensendung Westi. 1992 rief er Itogi (Bilanz) ins Leben – eine Diskussionssendung zu aktuellen politischen Themen, mit der er 1993 vom staatlichen Fernsehen zum Privatsender NTW wechselte. Nachdem er schon seit 1993 einige wichtige Posten bei diesem Sender innegehabt hatte, wurde er im Februar 2000 Generaldirektor.
Als mit der Übernahme von NTW durch die Firma Gazprom im April 2001 die kritische Berichterstattung eingestellt wurde, wechselte Kisseljow mit der Kerntruppe der Journalisten zu Boris Beresowskis Privatsender TW-6. Ein Angebot die Sendung Itogi bei NTW weiterzuführen lehnte er ab. Im Januar 2002 wurde auch TW-6 geschlossen und die Gruppe um Kisseljow gründete den Sender TWS. Die Itogi, die „Lieblingssendung aller denkenden Menschen in Russland“ nahm Kisseljow jedes Mal mit.
Als die Muttergesellschaft von TW-6 die Geräte zurückforderte, die Kisseljows Leute für ihren neuen Sender übernommen hatten, wurde dieser letzte unabhängige russische Sender aus finanziellen Gründen eingestellt. Kisseljow erklärte seine Laufbahn als Fernsehjournalist für beendet.
Im September 2003 übernahm der Putin-kritische Ölmagnat Michail Chodorkowski die liberale Wochenzeitung Moskowskije Nowosti und stellte im Zuge ihrer Neugestaltung Kisseljow als Chefredakteur ein. Kisseljow übte diese Tätigkeit bis 2005 aus.
Kisseljow wechselte zum Kreml-kritischen Radiosender Echo Moskwy, für den er verschiedene Sendungen, u. a. „Rasbor poljotow“ und die zugleich beim Fernsehsender RTVi ausgestrahlte Sendung „Wlast“, moderierte.
Nachdem der staatliche Einfluss auf die russischen Medien zunahm, zog Jewgeni Kisseljow in die Ukraine, wo er heute neben Sawik Schuster zu den populärsten Fernsehmoderatoren gehört.
Am 5. April 2022 wurde Kisseljow von Russland als ausländischer Agent eingestuft.

## Auszeichnungen
Kisseljow wurde für seinen engagierten Journalismus mehrfach geehrt. 1993 wurde er zum besten Journalisten des Jahres gekürt. 1995 erhielt er in den USA den „International Free Press Award“. Von der Russischen Fernsehakademie bekam er jeweils einen Preis für die Sendung Itogi und für seine Talk-Show Glas naroda (Die Stimme des Volkes), moderiert von der ebenfalls erfolgreichen Journalistin Swetlana Sorokina, die oft mit Kisseljow zusammengearbeitet hat und heute beim Moskauer Radio Echo Moskvy arbeitet.